# 西陵峡

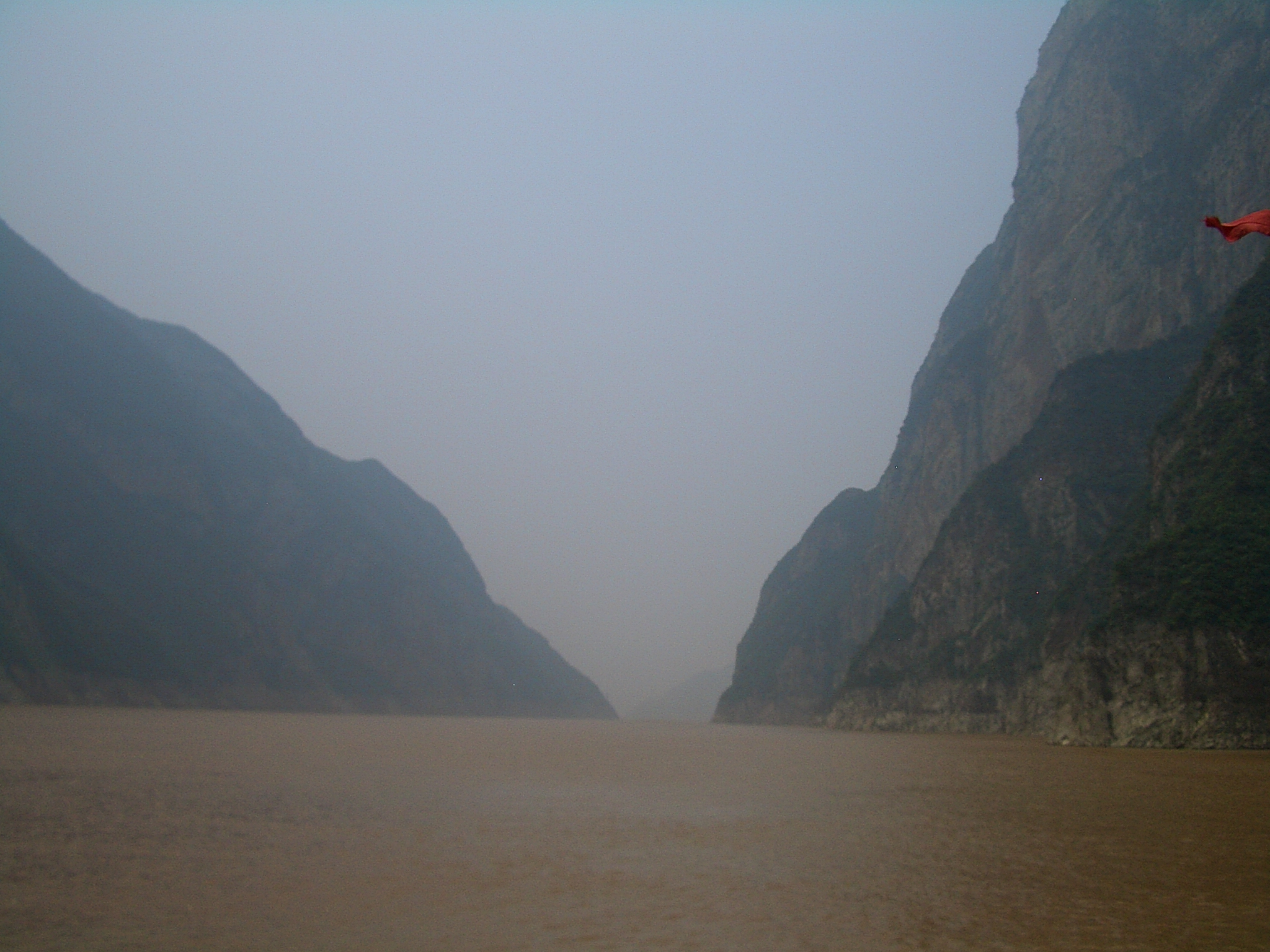
秭帰県付近

西陵峡（せいりょうきょう）は中華人民共和国湖北省の長江本流にある峡谷。瞿塘峡（くとうきょう）、巫峡（ふきょう）と並び、三峡を構成する。三峡の最下流に当たり、長さは66kmと三峡で最長。
西陵峡の名は西陵山から取られている。西は湖北省秭帰県の香溪口から、東は宜昌市の南津関までの範囲であり、急峻な沿岸には人家はほとんど見られず、航行に危険なほどの急流と両岸に並ぶ険しい奇岩の山々で知られた。瞿塘峡の「雄」、巫峡の「秀」に対し、西陵峡は「奇」とされている。西陵峡のなかでも著名な部分には、破水峡、兵書宝剣峡、米倉峡、鎮山峡、白狗峡、牛肝馬肺峡、黄牛峡、燈影峡などがある。特に北岸の兵書宝剣峡、牛肝馬肺峡や、南岸の燈影峡は有名。
巴東県で巫峡を出た長江は、東西に伸びる巫山山脈などの褶曲山脈から離れ、今度は湖北省西端で南北に走る山脈を迂回しながら次々に貫いて東西へ流れる。巴東県の官渡口からは香溪寛谷、西陵峡上段峡谷、廟南寛谷、西陵峡下段峡谷と4つの部分に分かれる。西の上段峡谷には兵書宝剣峡、牛肝馬肺峡谷、崆嶺峡などが、下段峡谷では黄牛峡、燈影峡がある。
南津関を出ると、長江は宜昌市街に入り、以後は川幅も広く流れも緩やかになり、湖北省の沖積平野へと入ってゆく。
かつては航行の難所であり、急流の下にある暗礁にぶつかって沈んだ船も多く、沿岸には白骨塔という慰霊のための塔も作られている。しかし1988年に、宜昌市街のすぐ上流に葛洲壩ダムが完成した後、西陵峡の下流部分の流れは緩やかになり航行は容易になった。さらに、西陵峡の半ばの山中に開けた丘陵地帯・三斗坪に長江最大のダムである三峡ダムが建設され、周囲は大きく様相を変えている。三斗坪とは、一戸の家が三斗の米を元手に旅人に食事と宿を提供する店を開いていたとの言い伝えから来た地名だが、この地に幅2,309mのダムと発電所が完成している。船はこのダムを迂回するように築かれた閘門を通る。
西陵峡一帯は2011年に「三峡人家風景区」として、2022年に峡中の白果樹瀑布一帯は「三峡大瀑布風景区」として中国の5A級観光地にそれぞれ認定された。